# Prva bojna Stjepan Tomašević
1. bojna Stjepan Tomašević bila je postrojba sarajevskog HVO-a tijekom rata u BiH. Ime je dobila po Stjepanu Tomaševiću, posljednjem kralju Bosne.

## Povijest
Prva bojna buduće HVO brigade «Kralj Tvrtko» osnovana je, zbog prethodnih nemilih događaja i izmještanja stanovništva s područja Stupa, na području općine Novo Sarajevo sredinom lipnja 1992. godine. Bojna je bila jačine četiri satnije s 560 bojovnika, a prvotno je držala najneuralgičniju crtu obrane grada - zapadni ulaz u grad, odakle je tehnički opremljenija i brojno nadmoćnija srpska vojska, najlakše mogla izvršiti proboj. Treba dodati da je prije pada, odnosno zauzimanja od strane agresorskih snaga, Stup bio praktično jedina komunikacijska veza opkoljenog grada sa slobodnim područjima. 